# Anoecophysis
Anoecophysis là một chi bướm đêm thuộc họ Tortricidae.

## Các loài
- Anoecophysis branchiodes (Meyrick, 1910)